# Hronský Beňadik
Hronský Beňadik – wieś (obec) na Słowacji położona w kraju bańskobystrzyckim, w powiecie Žarnovica. Pierwsze wzmianki o miejscowości pochodzą z 1075 roku. W miejscowości znajduje się klasztor Hronský Beňadik.
Według danych z dnia 31 grudnia 2012 roku, wieś zamieszkiwały 1203 osoby, w tym 596 kobiet i 607 mężczyzn.
W 2001 roku rozkład populacji względem narodowości i przynależności etnicznej wyglądał następująco:
- Słowacy – 98,44%
- Czesi – 0,25%
- Romowie – 0,41%
- Węgrzy – 0,33%

Ze względu na wyznawaną religię struktura mieszkańców kształtowała się w 2001 roku następująco:
- Katolicy rzymscy – 91,89%
- Grekokatolicy – 0,49%
- Ewangelicy – 0,9%
- Ateiści – 3,28%
- Nie podano – 3,03%